# 説一切有部

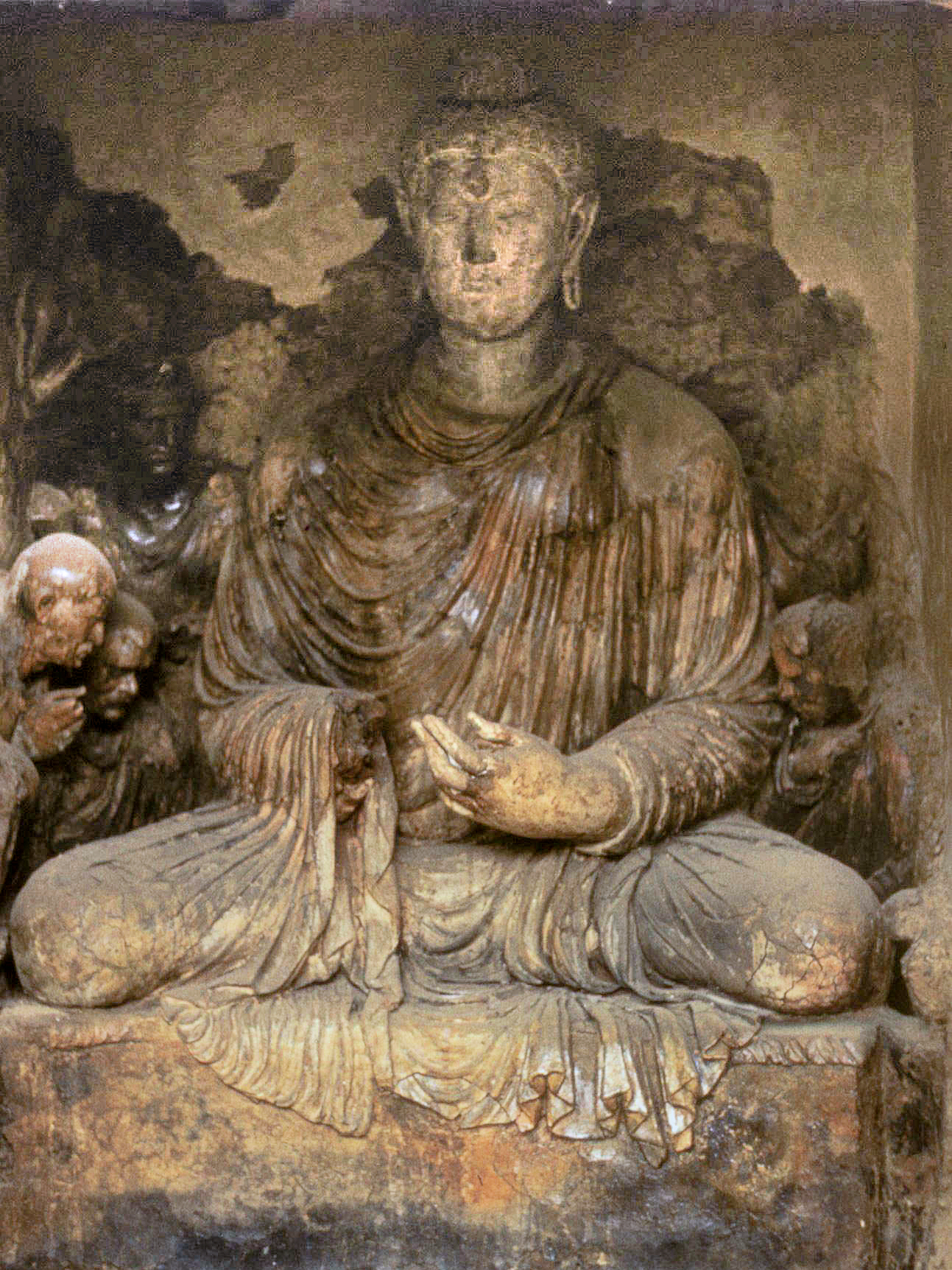
説一切有部の僧院、ガンダーラ遺跡タパ・シュトル寺院のアレキサンダー仏陀脇侍像

説一切有部（せついっさいうぶ、梵: Sarvāstivādin, 巴: Sabbatthivāda, Sabbatthavāda）は、部派仏教時代の部派の一つ。略称は有部。説因部（せついんぶ、梵: Hetuvādin)ともよばれる。紀元前1世紀の半ば頃に上座部から分派したとされ、部派仏教の中で最も優勢な部派であったという。同じく上座部系とされる南伝の上座部大寺派と並んで、多くのアビダルマ文献が現存している。
主体的な我（人我、アートマン）は空だが、現象世界を構成する要素（法、ダルマ）は三世に渡って実在するとした。説一切有部は大衆部や経量部と対立し、大乗仏教からも批判されたが、大きな勢力を保った。

## 名称
Sarvāstivādaとは、サンスクリット語で「存在するもの(asti)すべて(sarva)の理論(vāda)」との意味であり、すべての法（一切法）は、過去、現在、未来の「三世」に存在すると主張した。世親の阿毘達磨倶舎論においては、「過去・未来・現在の一切〔の法〕が存在すると説く者たちが、説一切有部である」（ye hi sarvamastīti vadanti atītamanāgataṃ pratyutpannaṃ ca te sarvāstivādāḥ.）と記されている。
Sarvāstivādaという語句の由来には各論あるが、sarva（全て,あらゆる）+ asti（存在する; sat) + vāda（唱える,主張する,論ずる） とみなすのが一般的な説である。「説一切有部」という漢訳は、玄奘やその他中国の翻訳家によってなされたものである 。「説一切有」における「有」とはbhāvaでなく、satを指す。
この学派は hetuvāda（説因部）といった別名でも呼ばれており、原因（因）や条件（縁）などの因果関係を重視したことを示している。

## 沿革
『異部宗輪論』によれば、成立は前2世紀の前半である。その後しばらくして迦多衍尼子（かたえんにし、kātyāyanīputra）が現れ『発智論』（ほっちろん）を著し、説一切有部の体系を大成したという。現在では、説一切有部の名の出る最古の碑文が1世紀初頭であることから、その成立はやや遡って、前2世紀後半と考えられている。
説一切有部はゴータマ・ブッダの教説を解釈する過程で、膨大なアビダルマ哲学を完成させた。『六足論』『発智論』『大毘婆沙論』『顕宗論』は説一切有部の教義を述べた代表的な論書である。しかしながら、説一切有部が構築した教義は、ブッダの教えから逸脱したものとして、他の部派や大乗仏教から批判されることになる。
現在有体・過未無体を主張する大衆部（だいしゅぶ）あるいは経量部と対立し、また西暦紀元前後に興った大乗仏教も“無自性・空”を主張して説一切有部の説を批判した（このことは大乗仏教が教学を形成する上で大きな働きをした。）しかし大乗も中観派についで登場した唯識派になると説一切有部の分析を積極的に取り入れるようになった。
説一切有部は、7世紀までカシミールなどの北インド及び中央アジアに影響力を持った。

## 教説

### 三世実有説
説一切有部の基本的立場は三世実有・法体恒有と古来いわれている。有為法は、生（jāti）、住（sthiti）、異（jarā）、滅（anityatā）の四相を辿ると主張する。そして森羅万象（サンスカーラ、梵: saṃskāra）を構成する恒常不滅の基本要素として70ほどの有法、法体を想定し、これらの有法は過去・未来・現在の三世にわたって変化することなく実在し続けるが、我々がそれらを経験・認識できるのは現在の一瞬間である、という。未来世の法が現在にあらわれて、一瞬間我々に認識され、すぐに過去に去っていくという。このように我々は映画のフィルムのコマを見るように、瞬間ごとに異なった法を経験しているのだと、諸行無常を説明する。

### 心心所相応説
心理論としては、46の心所（梵: caitasika, caitta、これは上述の70ほどの法に含まれる）が、心の基体（心、梵: citta)と結合し（相応、梵: saṃprayukta）、心理現象が現れるという、「心心所相応説」をとる。また、心と相伴う関係にあるのではなく、物でも心でもなく、それらの間の関係とか力、また概念などの心不相応行法（しんふそうおうぎょうほう、梵: cittaviprayukta‐saṃskāradharma：五位を参照）の存在を認めた。
業論としては、極端な善悪の行為をなしたとき、人間の身体に一生の間、その影響を与えつづける無表色（むひょうしき、梵: avijñapti-rūpa）が生ずると主張した。阿含経典では業を心理的なものとして説明しているが、説一切有部はこれを物質的なものとみる。

### 業感縁起
説一切有部は人間の苦の直接の原因を、業（カルマ、梵: karman）と見て、その究極の原因を煩悩（惑）と考えた。すなわち人間の存在を惑→業→苦の連鎖とみ、これを「業感縁起」という。それゆえ人間が苦からのがれ涅槃の境地を得る（さとり）ためには、煩悩を断ずればよいことになる。このようにして説一切有部は108の煩悩を考え、この断除のしかたを考察した。すなわち四諦の理をくりかえし研究考察すること（四諦現観）によって、智慧が生じ、この智慧によって煩悩を断ずるのである。すべての煩悩を断じた修行者は、聖者となり、阿羅漢（梵: arhat）と呼ばれる。

### 有余涅槃・無余涅槃
涅槃を説一切有部は二つに区別した。
1. まだ肉体が存する阿羅漢の境地は肉体的苦があるので不完全とみなし「有余依涅槃」と称した。
2. 阿羅漢の死後を完全な涅槃とみて「無余依涅槃」と称した。

## 仏典
現存する仏典には以下がある。
- 経（Sūtra）:中阿含経[14]、雑阿含経[14]、 （長阿含経[14][注 1]）
- 律（Vinaya）: 十誦律[14]、根本説一切有部律[14]
- 論（Abhidharma） : 阿毘達磨発智論